# 山口県道186号防府停車場大藪線
山口県道186号防府停車場大藪線（やまぐちけんどう186ごう ほうふていしゃじょうおおやぶせん）は、山口県防府市を通る一般県道である。

## 概要
防府市戎町（えびすまち）1丁目のJR西日本山陽本線 防府駅から防府市佐波2丁目に至る。住居表示実施などにより路線名称に使用されている「大藪」という地名（小字）はどこにあったか判然としなくなっている。

### 路線データ
- 起点：防府市戎町1丁目（防府駅てんじんぐち交差点、山口県道54号防府停車場線・山口県道185号防府停車場向島線起点、山口県道184号三田尻港徳地線交点）
- 終点：防府市佐波2丁目（八王子交差点、山口県道54号防府停車場線・山口県道187号高井大道停車場線交点）

## 歴史
- 1963年（昭和38年）5月31日 - 山口県告示第297号により認定される。

前身は山口県道三田尻停車場大藪線。国鉄（当時）山陽本線三田尻駅が1962年（昭和37年）11月1日に国鉄山陽本線防府駅に改称したことに伴う路線名称変更であった。
- 1972年（昭和47年） - 山口県の県道番号再編により現行の路線番号に変更される。

## 路線状況

### 重複区間
- 山口県道185号防府停車場向島線（防府市戎町（えびすまち）1丁目、防府駅てんじんぐち交差点（起点） - 防府市八王子1丁目・防府駅西交差点）

## 地理

### 通過する自治体
- 防府市

### 交差する道路
| 交差する道路                                                                                    | 交差する場所 | 交差する場所                    |
| ----------------------------------------------------------------------------------------------- | ------------ | ------------------------------- |
| 山口県道54号防府停車場線 山口県道184号三田尻港徳地線 山口県道185号防府停車場向島線 重複区間起点 | 戎町1丁目    | 防府駅てんじんぐち交差点 / 起点 |
| 山口県道185号防府停車場向島線 重複区間終点                                                      | 八王子1丁目  | 防府駅西交差点                  |
| 山口県道54号防府停車場線 山口県道187号高井大道停車場線                                          | 佐波2丁目    | 八王子交差点 / 終点             |

### 沿線
- JR西日本山陽本線 防府駅
- 防府市地域交流センターアスピラート
- 防府郵便局